# Elanora Heights, New South Wales
Elanora Heights este o suburbie în Sydney, Australia.